# 加贺级战列舰
加贺级战列舰（日语：加賀型戦艦）又称“土佐级战列舰”（土佐型戦艦），是20世纪20年代大日本帝國海軍为组建“八八艦隊”订造的两艘无畏舰。舰艇设计相当于上代长门级战列舰的加大版，增加410毫米双联装砲塔。后来的天城级战列巡洋舰是在加贺级战列舰基础上设计而成。
两舰均在1921年下半年下水，但先下水的土佐號戰艦尚未建成就因《华盛顿海军条约》限制取消，已建成的部分用于测试装甲方案，最后在丰后水道凿沉。后下水的加贺号改成同名航空母舰，曾在20世纪30年代的中国抗日战争期间支援侵华日军，1941年12月7日参与偷袭珍珠港，1942年1月又在西南太平洋投身拉包尔战役，2月又在荷蘭東印度群島戰役期间出动艦載機对澳大利亚达尔文发动联合航母空袭，同年在中途岛海战沉没。

## 背景
大日本帝国海军认为守御日本离不开战列舰和装甲巡洋舰各八艘的现代舰队，日本政府1907年批准构想，这便是“八八艦隊”的原型，由16艘舰龄不超过八年的主力艦构成战线核心。1906年英国皇家海军无畏号战列舰下水，第二年又下水無敵號戰鬥巡洋艦，两舰代表当时海军舰船的技术巅峰，其他舰只远不能相比。日本不得不多次评估哪些舰艇更加先进、堪称“现代”。1911年，日本重启“八八舰队”计划订造扶桑级超無畏艦和金刚级战列巡洋舰。1915年，实现半数目标的日本海军打算再订造四艘超无畏舰，但国会否决计划，1916年预算只授权订造長門號戰艦和两艘战列巡洋舰。美国总统伍德罗·威尔逊1916年宣布建造十艘战列舰和六艘战列巡洋舰的计划，日本国会第二年又授权订造三艘无畏舰，其中陸奧號戰艦是第二艘长门级战列舰，另外两艘在长门级基础上改进，分别是“土佐号”和“加贺号”。

## 设计和规格
1916年5月的日德兰海战促使日本海军重新评估长门级战列舰设计，以实验评估装甲防护和取得的英美主力舰防护方案情报。日德兰海战的经验表明主炮塔和弹药库需加强保护，还需更厚的甲板装甲防范坠射（Plunging fire），现有的水雷和鱼雷防护手段同样需要提升。1916年10月到1917年初日本海军共否决11种新设计，直到负责“八八舰队”舰艇基础设计的船舶设计师平贺让海军造船大监1917年6月12日递交“A-125”方案，在长门级战列舰基础上大改，计划替代建造该级第二舰陆奥号。
平贺让的设计体现最新作战经验并融合锅炉技术进步。原本的21个锅炉减至12个但动力保持不变，用节省的空间增加双联装主炮塔。舰上副炮从20减至16门并移到上层甲板，改善可调整的开火角度和恶劣天气作战能力。为增强舰只防护，平贺让建议装甲带角度朝外，提升对水平火力的抵抗力，同时增厚下甲板和鱼雷艙壁。他计划加装防雷鼓包改善舰艇的水下防护，估计改造后的舰艇成本要高100万日圓，排水量和长门级半斤八两。如果落实平贺让的要求，舰艇交付需大幅延期，海军省拒绝接受。日后代号“A-127”的3.9万吨排水量战列舰是以平贺让方案为基础，比长门级大得多，装甲重量几乎翻番但速度不变，以满足编队战术机动所需。1918年3月27日，日本政府接受新方案，“加贺级”由此诞生。
根据设计方案，加贺级排水量3.99万吨，满载时4.42万吨。舰艇水线长231.65米，全长234.09，全宽30.48米，吃水深度9.39米，正常装载量的穩心高度是1.292米。美国宣布新墨西哥號戰艦采用的涡轮电动推进系统表现非常出色，日本一度考虑采用，估计加贺级可以安装5.2万千瓦的涡轮电机，能把舰速提升到25.25节，可全速巡航2500海里，14节航速可巡航7800海里。政府最后决定不装涡轮电动推进系统，选用传统的柯蒂斯齿轮蒸汽渦輪發動機，12台艦本式水管锅炉提供蒸汽，其中八台消耗燃油，另外四台用油煤混合物。加贺级的动力系统能向四条螺旋浆轴提供6.8万千瓦功率，最高速度26.5节。舰上燃料储存总量为3700吨油和1800吨煤，在14节航速下最多可巡航6500海里。

### 舰炮

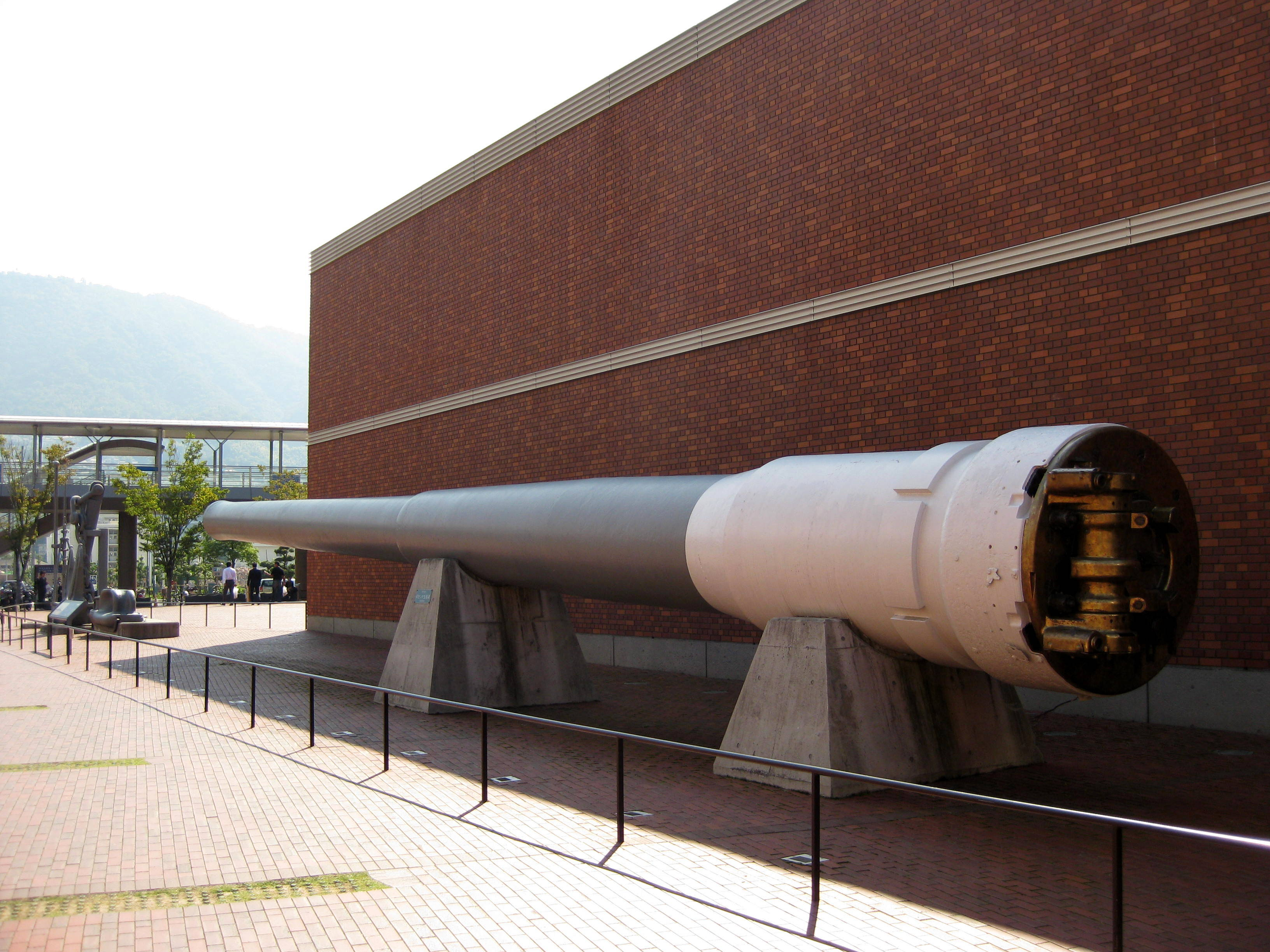
吳市海事歷史科學館展出的410毫米舰炮

加贺级战列舰主炮是五座双联装砲塔上的十门45倍徑410毫米舰炮，其中四座是上层建筑前后的背負式砲塔。炮塔从前到后编号一至五，采用液压动力，仰角范围−2到+35度，每门炮每分钟最多可发射两发炮弹。根据设计，每门炮配有90发炮弹，最多可容纳110发。主炮发射91式被帽穿甲弹，每发重1020公斤，炮口初速每秒780米，还能以每秒805米炮口初速发射936公斤的高爆弹。
加贺级的副炮是20门50倍径140毫米舰炮，都装在炮廓（Casemate）上，12门位于舰体上侧，八门位于上层建筑。这些140毫米舰炮以35度仰角可打出19.75公里最大射程，各配120发38公斤高爆弹丸，能以每分钟十发的速度发射。四门单独安装的40倍径三年式80毫米高射炮用于防空，射击角度最高可达75度，每分发射13到20发6公斤弹丸，炮口速度每秒680米，最大射程高度7500米。每门高射炮标配250发弹丸，最多可装400发。日本海军计划用45倍径120毫米高射炮取代三年式80毫米高射炮。
加贺级战列舰计划安装八具610毫米鱼雷管，四具高于水面，四具在水下。高于水面的各配两枚鱼雷，低于的三枚。

### 装甲
加贺级战列舰装甲旨在抵抗1.5至2万米外发射的406毫米炮弹，主装甲板由用于容纳弹片分散力道的水密艙壁支撑。维克斯渗碳装甲构成的水线装甲带在舰顶向外倾斜15度，用来保护主装甲板和水密舱壁。舰中段的水线装甲带厚280毫米，前后段254毫米。约1.83米装甲带在水下，侧面装甲末端由229至254毫米的舱壁封闭。主炮塔和甲板上方的炮座由229至305毫米装甲板保护，司令塔墙的装甲厚254至356毫米，塔顶是178毫米装甲板。司令塔下方的通讯管壁厚76至127毫米。
中层甲板是主防护甲板，与装甲带顶端相连。根据计划，发动机和锅炉室上方先是37毫米的高强度钢，再是63.5毫米的新型维克斯无碳装甲。弹药库上方的高强度钢增至63毫米。下层甲板也有两层19毫米的高强度钢板。加贺级唯一的烟囱下段还有229毫米装甲保护，这在日本造船史上尚属首次。此外，下层甲板的烟囱开口也有装甲栅栏保护。
加贺级战列舰安装内部防雷鼓包防范水下爆炸，并有三层25毫米高强度钢组成鱼雷舱壁支持，钢板角度向外，与水线装甲带底部相连。防雷鼓包由下层甲板位于水线装甲带后12.7至32毫米厚的水密舱壁支撑，防雷鼓包和水密舱壁后方又是12.7至19毫米厚的水密舱壁。

## 舰只
| 名称   | 建造商           | 铺设龙骨      | 下水           | 预计交付日期   | 结局                                       |
| ------ | ---------------- | ------------- | -------------- | -------------- | ------------------------------------------ |
| 土佐号 | 长崎市三菱造船厂 | 1920年2月16日 | 1921年12月18日 | 1923年3月      | 1925年2月9日凿沉                           |
| 加贺号 | 神户市川崎造船厂 | 1920年7月19日 | 1921年11月17日 | 1922年12月25日 | 改为航空母舰，1942年6月4日中途岛海战中沉没 |

## 项目取消和结局

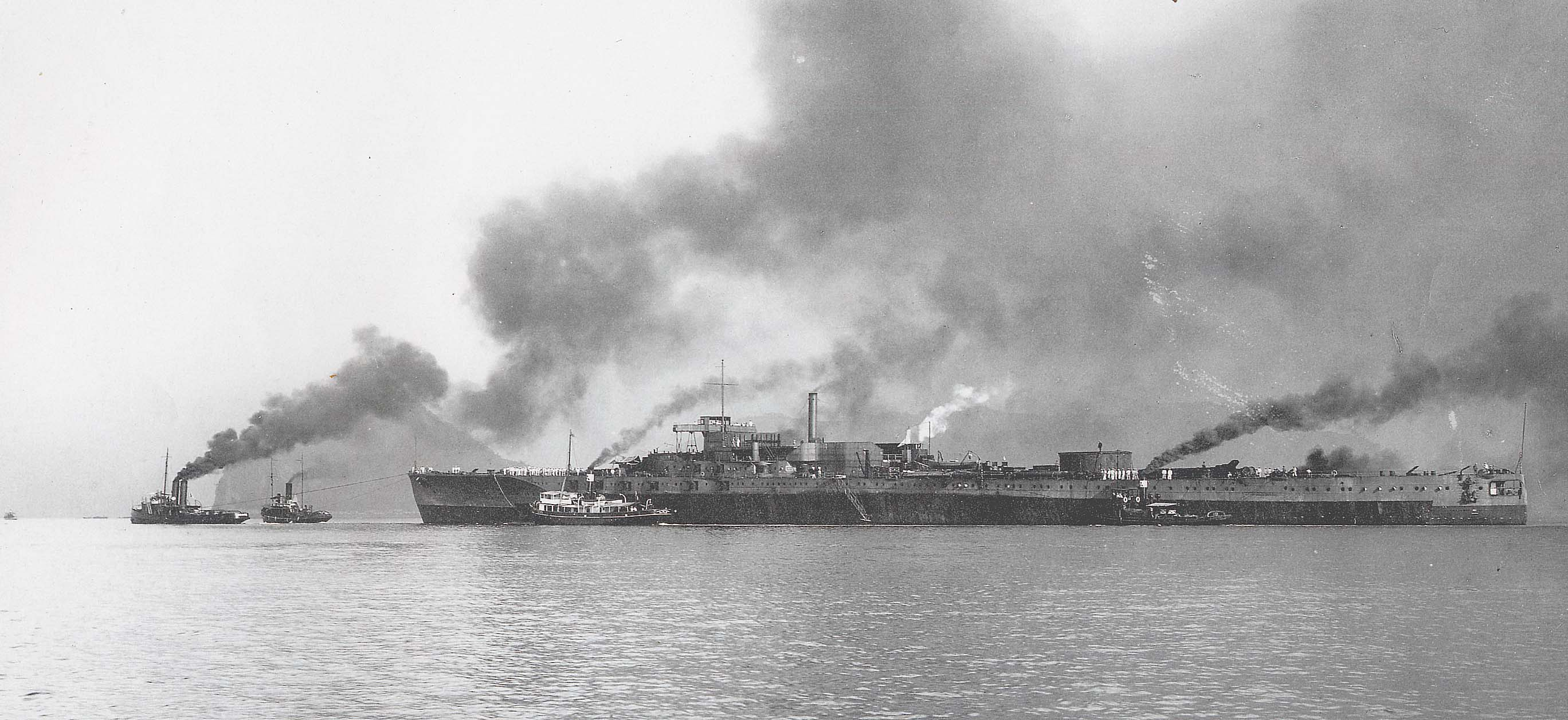
尚未建成的土佐號戰艦拖离长崎

土佐号和加贺号战列舰都在1920年开建，但1922年生效的《华盛顿海军条约》迫使日本取消所有在建主力舰，两艘加贺级战列舰均于1922年2月5日停建。1924年4月1日除籍后，战列舰的舰炮移交大日本帝國陸軍充当海岸炮，两座主炮塔装在对马岛和朝鲜釜山附近。其他舰炮留作储备，最后在1943年拆解。土佐号战列舰尚未建好的舰体用于实验，检测装甲对长距离海军炮火、航空炸弹、水雷、鱼雷的抵抗能力。两发炮弹虽未命中目标，但却穿透水线装甲带下方防雷鼓包的薄弱装甲。实验结果促使日本生产91式穿甲弹同时着眼优化水下炮弹破坏力。20世纪30年代日本海军改建已有战列舰、设计大和级战列舰、最上级重巡洋舰和利根型重巡洋艦时都注重防范穿甲弹。加贺级战列舰的鱼雷防护系统能防范200公斤鱼雷彈頭，但对350公斤级无能为力。实验结束后，爆破装置失效的土佐号在水深650米的丰后水道打开通海阀沉没。
原定根据《华盛顿海军条约》规定改建成航空母舰的天城号战列巡洋舰在1923年關東大地震损毁，本应拆解的加贺号改为航母替代。新方案拟定且因地震受损的橫須賀海軍工廠修复后，加贺号于1925年开始改建。新航母在1928年3月31日交付，第二年11月29日加入聯合艦隊。

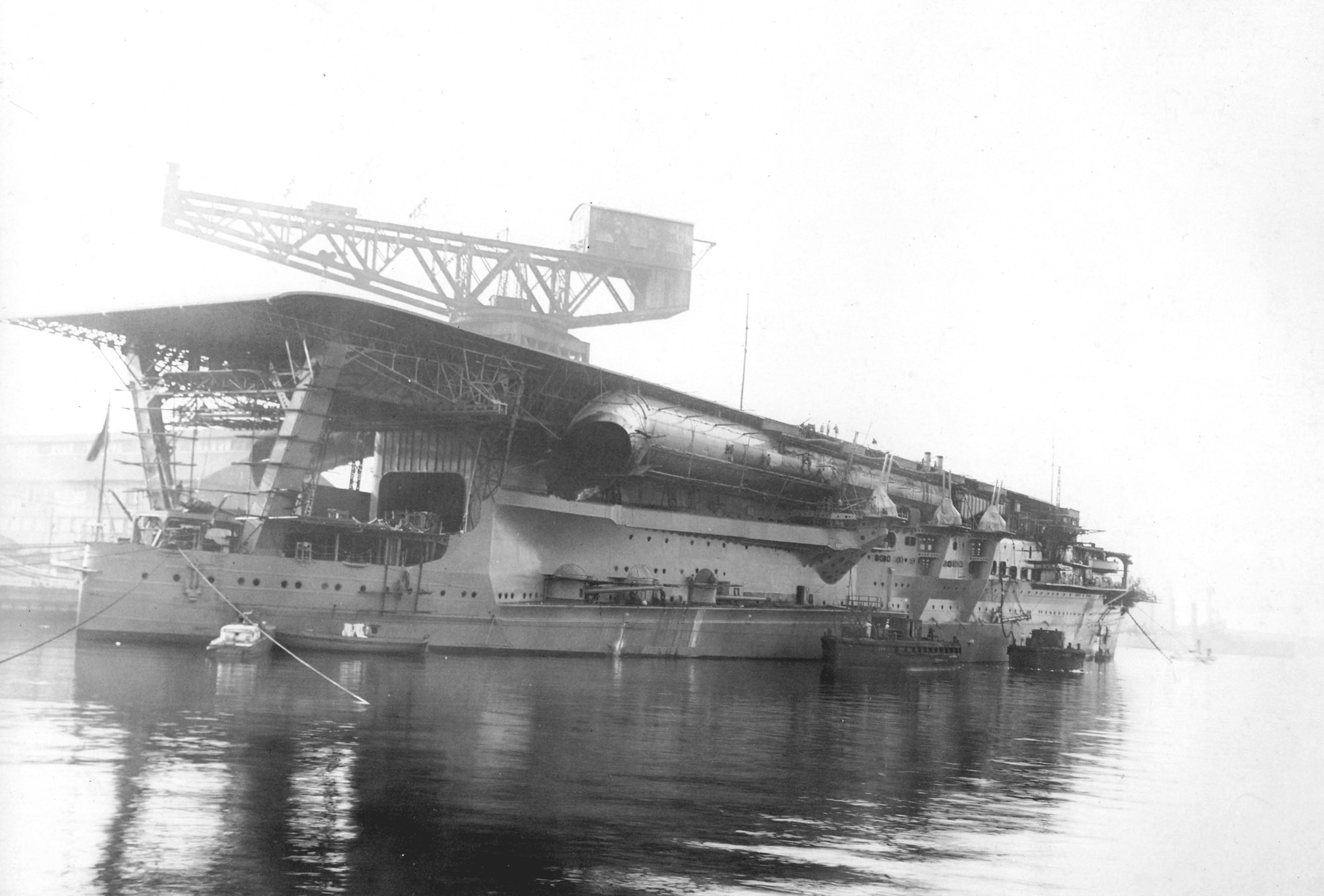
1928年11月在橫須賀海軍工廠改建的加贺号

加贺号与改建的天城级战列巡洋舰赤城号很像，有两块位于飞行甲板下方的起飞甲板，占舰体长度三分之二；机库内的飞机理论上能从起飞甲板起飞，头顶的飞行甲板用于降落。20世纪30年代飞机变得更重，需要更长的跑道距离，下层起飞甲板变得毫无用处。1935年加贺号改造时拆掉起飞甲板，把顶部飞行甲板延伸到舰头。建成后的航母有两条主机库甲板，加上辅助机库一共可容纳60架飞机。
加贺号配有强大的舰炮，以防敌方巡洋舰突袭而被迫直接参战，但庞大而脆弱的飞行甲板、机库及其他特征导致任何水面行动时她都是最显而易见的目标。舰母作战此时还在摸索，军方尚未意识到航母直接参与火力对抗根本不切实际。加贺号配有十门200毫米舰炮，飞行甲板中段两边各有一座双联式炮塔，剩下六门都在舰尾炮廓。经过改建，加贺号的水线装甲带从280毫米减至152毫米，甲板装甲从102毫米减至38毫米。航母标准负载排水量2.73万吨，满载排水量34234吨，比作为战列舰设计排水量少近6100吨。加贺号航速因此提升到27.5节，能以14节速度巡航8000海里。

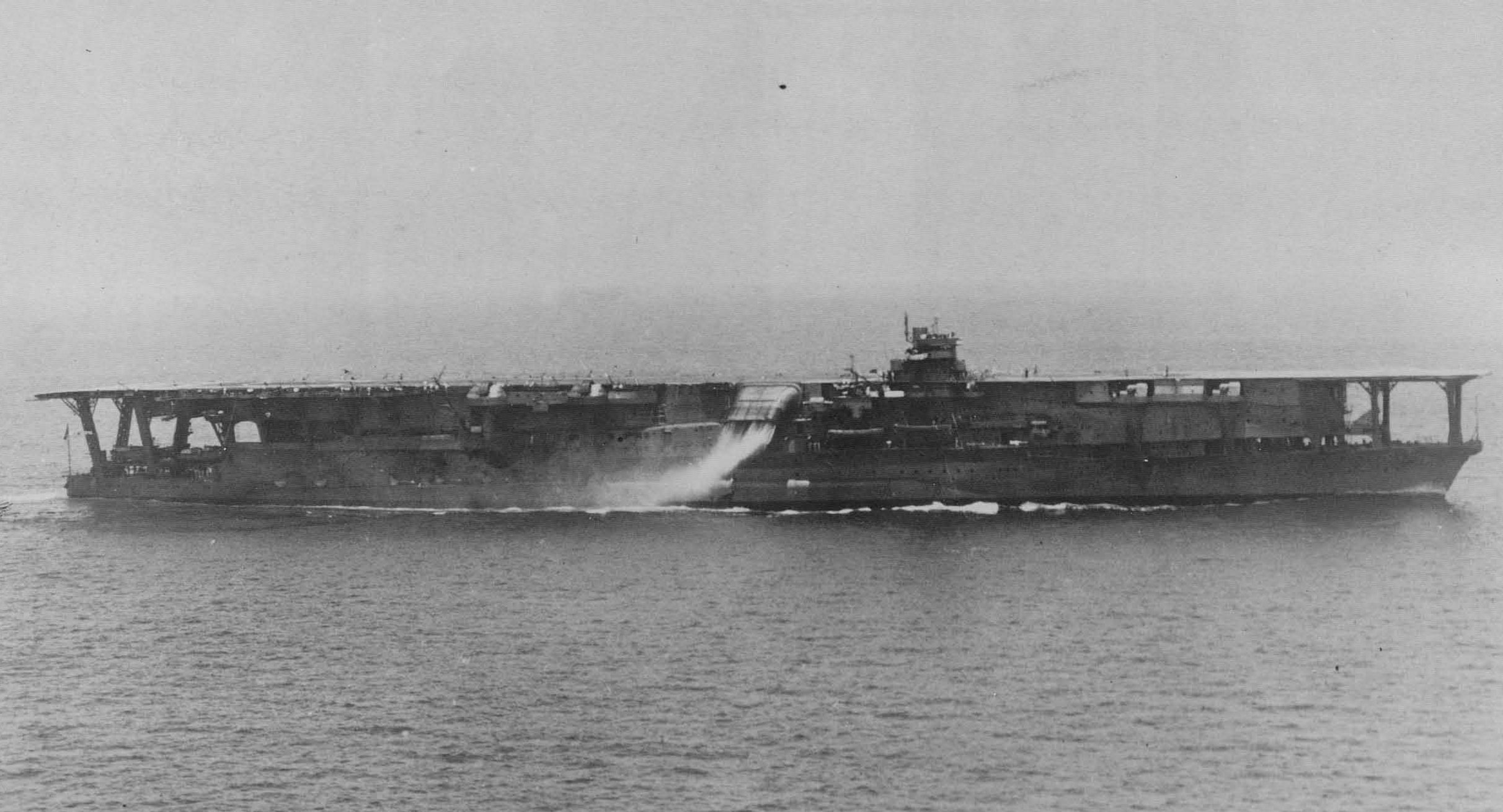
20世纪30年代改建后的加贺号

1933至1935年，加贺号经改造提升速度上限，改善排气系统，并针对更先进且沉重的现代飞机改造飞行甲板。改造后的加贺号标准负载排水量3.88万吨，改良的锅炉将航速上限升至28.3节，增加的燃料储备令巡航距离提升至15节航速一万海里，艦載機容量升至90架。十门200毫米舰炮保留，但全部装在炮廓上。
1932年，加贺号首次出动舰载机，在一·二八事變期间支援侵华日军，并参与20世纪30年代后期的中国抗日战争。1941年12月，加贺号与另外五艘航母偷袭珍珠港，1942年1月在南太平洋投身拉包尔战役，2月又在荷蘭東印度群島戰役期间出动舰载机对澳大利亚达尔文发动联合航母空袭，支援地面部队占领群岛。加贺号二月因触礁回国维修，没有参与四月的印度洋空襲，随后加入第一航空艦隊投身1942年6月的中途岛海战。
日本海军没料到美军有三艘航母参战，山本五十六的作战计划导致日军航母太过分散，难以相互支援。加贺号与另外三艘日本航母都在6月4日被企业号、大黄蜂号与约克镇号航空母舰的舰载机炸沉。

## 脚注
1. ↑  Evans & Peattie, p. 150
2. ↑  Stille, p. 7
3. ↑  Evans & Peattie, pp. 160, 166–167
4. ↑  Lengerer 2010, pp. 3, 7
5. ↑  Lengerer 2010, pp. 3, 6–7
6. ↑  Lengerer 2010, pp. 4, 10
7. ↑  Lengerer 2010, pp. 11–12
8. 1 2 3 4 5 6 7 8 9  Gardiner & Gray, p. 232
9. ↑  Skwiot, p. 19
10. 1 2 3 4  Lengerer 2010, p. 11
11. ↑  Campbell, pp. 181–182
12. ↑  Campbell, p. 190
13. 1 2  Campbell, p. 198
14. 1 2  Lengerer 2010, pp. 8–9
15. ↑  Lengerer 2010, p. 9
16. ↑  Lengerer 2010, p. 8
17. ↑  Lengerer 2010, p. 26
18. 1 2  Kaga Aircraft Carrier.
19. ↑  Washington Naval Treaty, Chapter II, Part III, Section II
20. ↑  Gibbs, p. 217
21. ↑  Gibbs & Tamura, p. 192
22. ↑  Lengerer 2010, pp. 18–22, 25–26
23. ↑  Lengerer 1982, p. 128
24. ↑  Lengerer 1982, pp. 130, 136
25. ↑  Peattie, p. 231
26. ↑  Peattie, pp. 53, 55
27. ↑  Lengerer 1982, pp. 129, 131, 134
28. ↑  Lengerer 1982, p. 134
29. ↑  Peattie, pp. 50–51, 103–104
30. ↑  Lengerer 1982, pp. 174–177

## 扩展阅读
- Jentschura, Hansgeorg; Jung, Dieter; Mickel, Peter. . Annapolis, Maryland: United States Naval Institute. 1977. ISBN 0-87021-893-X.